# Acristatherium
Acristatherium is een geslacht van uitgestorven zoogdieren behorend tot de Eutheria dat in het Vroeg-Krijt (Vroeg-Aptien, ongeveer 125 miljoen jaar geleden) voorkwam in het hedendaagse Oost-Azië, gevonden in het  Lujiatun Bed van de Yixianformatie. Het werd beschreven op basis van een enkel exemplaar (holotype) uit Beipiao, Liaoning, China, door Yaoming Hu, Jin Meng, Chuankui Li, en Yuanqing Wang in 2010. Het exemplaar bestaat uit een gedeeltelijke schedel, 25 mm lang. Het lijkt een overblijfsel van een septomaxilla te bezitten, een kenmerk dat alleen anders wordt gezien bij therapsiden die geen zoogdieren zijn.